# Espen Gatzwiller
Espen Gatzwiller (født 23. februar 1981) er en dansk atlet.
Gatzwiller er medlem af Københavns IF og var frem til 2007 i Sparta. Han har vundet to danske mesterskaber på 200 meter indendørs og er dansk rekordholder på 4 x 100 meter både for klubhold og landshold.
Han har været på landsholdet i Europa cuppen fem gange. Ægtefælle Amalie Brader.[kilde mangler]

## Internationale ungdomsmesterskaber
- 2000 U21-NM 200 meter nummer 6 22,12
- 1999 U21-NM 200 meter  Bronze 21.77
- 1997 Ungdoms-OL 100 meter nummer 21 11.50

## Danske mesterskaber
```
* 
2
 
Sølv
 2008 4 x 100 meter
```

- Sølv 2006 100 meter 10.81
- Sølv 2006 200 meter 22.10
- Guld 2006 4 x 100 meter
- Guld 2005 200 meter inde 21.92
- Guld 2005 4 x 100 meter
- Bronze 2005 400 meter inde 49.61
- Bronze 2004 200 meter 21.83
- Guld 2004 200 meter inde 21.89
- Sølv 2003 100 meter 10.66
- Guld 2003 4 x 100 meter
- Sølv 2003 200 meter inde 21.70
- Sølv 2002 200 meter 21,61
- Sølv 2002 400 meter 48,31
- Bronze 2002 200 meter inde 22.04
- Bronze 2002 400 meter inde 49.66
- Guld 2001 4 x 100 meter
- Guld 2000 4 x 100 meter

## Danske rekorder
- 4 x 400m Landshold 3:07,67 23. juni 2002
- 4 x 400m Klubhold (Sparta) 3:13,23 7. juli 2001

## Personlige rekorder
- 100 meter: 10,66
- 200 meter: 21,53
- 400 meter: 48,30